# Acta Psychologica
Acta Psychologica – recenzowane akademickie czasopismo naukowe  obejmujące w swoim zakresie publikacji psychologię eksperymentalną. Od 1935 ukazuje się z częstotliwością dziewięć razy na roku wydawane przez Elsevier. Redaktorem naczelnym jest Wim Notebaert (Uniwersytet w Gandawie). Według Journal Citation Reports, czasopismo ma w roku 2012 wskaźnik cytowań 2,248.